# Daro
Huyện Daro là một huyện thuộc bang Sarawak của Malaysia. Huyện Daro có dân số thời điểm năm 2010 ước tính khoảng 31538 người.